# Tőzsdepalota (Kolozsvár)
Az egykori kolozsvári tőzsdepalota épülete a Deák Ferenc utca és a Bocskai tér sarkán áll.

## Története
A tőzsdepalotát a Kereskedelmi és Iparkamara építtette Ioan Anton Popescu tervei alapján, a kivitelezők a Bohatiel-Devecseri és Heves-Papp cégek voltak. Az építkezést 1931. április 27-én kezdték el, az épület 1931. november 29-én nyílt meg. A tőzsde helyiségein kívül egy erkélyes mozi, kávéház, bár és táncterem is helyet kapott benne. Miután a kamara nem tudta törleszteni az építkezéshez felvett hitelt, az épület az Albina Bank tulajdonába került. Az épületet különböző bérlőknek adták ki, a földszinten a Royal (Corvin, Popular, Astra, Maxim Gorkij, Victoria) mozi valamint a Ford kereskedelmi képviselete, a Perry Autókereskedés, valamint egy gyógyszertár kapott helyet.
A második világháborút követően az épületet államosították, és a hadsereg kapta meg. A Hadsereg Háza (Casa Armatei) nevet kapott épületben volt egy katonai étterem, a pincében egy kocsma, valamint egy előadóterem. Itt működött a hadsereg szimfonikus zenekara, szalonzenekara és balettkara. Országos hírű volt a Șapte Cărăbuși (Hét Cserebogár) nevű dixieland együttese illetve big bandje.
1989 után az épület rendeltetése tiszti kaszinó.

## Leírása
A négy emeletes épület a bauhaus jegyeit viseli. 